# Praktijklokaal
Een praktijklokaal is een variant op het klaslokaal, waarin leraren, al dan niet ondersteund door Technisch Onderwijs Assistenten (TOA's), de leerlingen praktische vaardigheden onderwijzen. Praktijklokalen zijn aanwezig in scholen die voortgezet onderwijs (VO) of middelbaar beroepsonderwijs (MBO) verzorgen, maar ook op basisscholen (PO) zijn vaak één of meerdere praktijklokalen te vinden. 

## Voorzieningen
Een praktijklokaal wijkt af van het meer reguliere (theoretische) klaslokaal door voorzieningen en opstelling die sterk gericht zijn op het faciliteren van praktijkgericht onderwijs. Afhankelijk van het gegeven vak kan dit bijvoorbeeld de aanwezigheid van machines en gereedschappen betreffen (handvaardigheid, techniek), tekentafels (tekenen), ICT-voorzieningen (informatica, media), muziekinstrumenten (muziek), een podium en/of flexibel in te richten ruimte (dans, drama), practicummeubilair (natuurkunde, scheikunde, biologie) of specifieke beroepsgerichte toerustingen, zoals keukenbladen/keukenapparatuur (koken).

## Veiligheid
Bij praktijkvakken en de daarbij aanwezige voorzieningen, van welke aard ook, dienen leraren en eventueel aanwezige Technisch Onderwijs Assistent overzicht te behouden, en daarmee de veiligheid van de aanwezige leerlingen te garanderen. In de toegepaste didactiek en de aanwezige tafelschikking is daarom het bewaken van overzicht van groot belang. Daarnaast zijn in de Arbowet aanvullende veiligheidseisen opgenomen, gespecificeerd naar vakgebied. Denk hierbij bijvoorbeeld aan de aanwezigheid van voldoende blusmiddelen, persoonlijke veiligheidsmiddelen en minimum-eisen voor de aanwezige (technische) voorzieningen. Voor gereedschappen en machines is daarom ook vaak ook een jaarlijkse keuring vereist. Aanvullend gelden in praktijklokalen vaak ook veiligheidsnormen met betrekking tot vluchtroutes en signalering. 